# Sitio de Massilia
El sitio o asedio de Massilia fue un enfrentamiento armado librado durante la segunda guerra civil de la República romana en el año 49 a. C., entre los habitantes de la ciudad (pompeyanos) y los cesarianos, con victoria de estos últimos. 

## Antecedentes

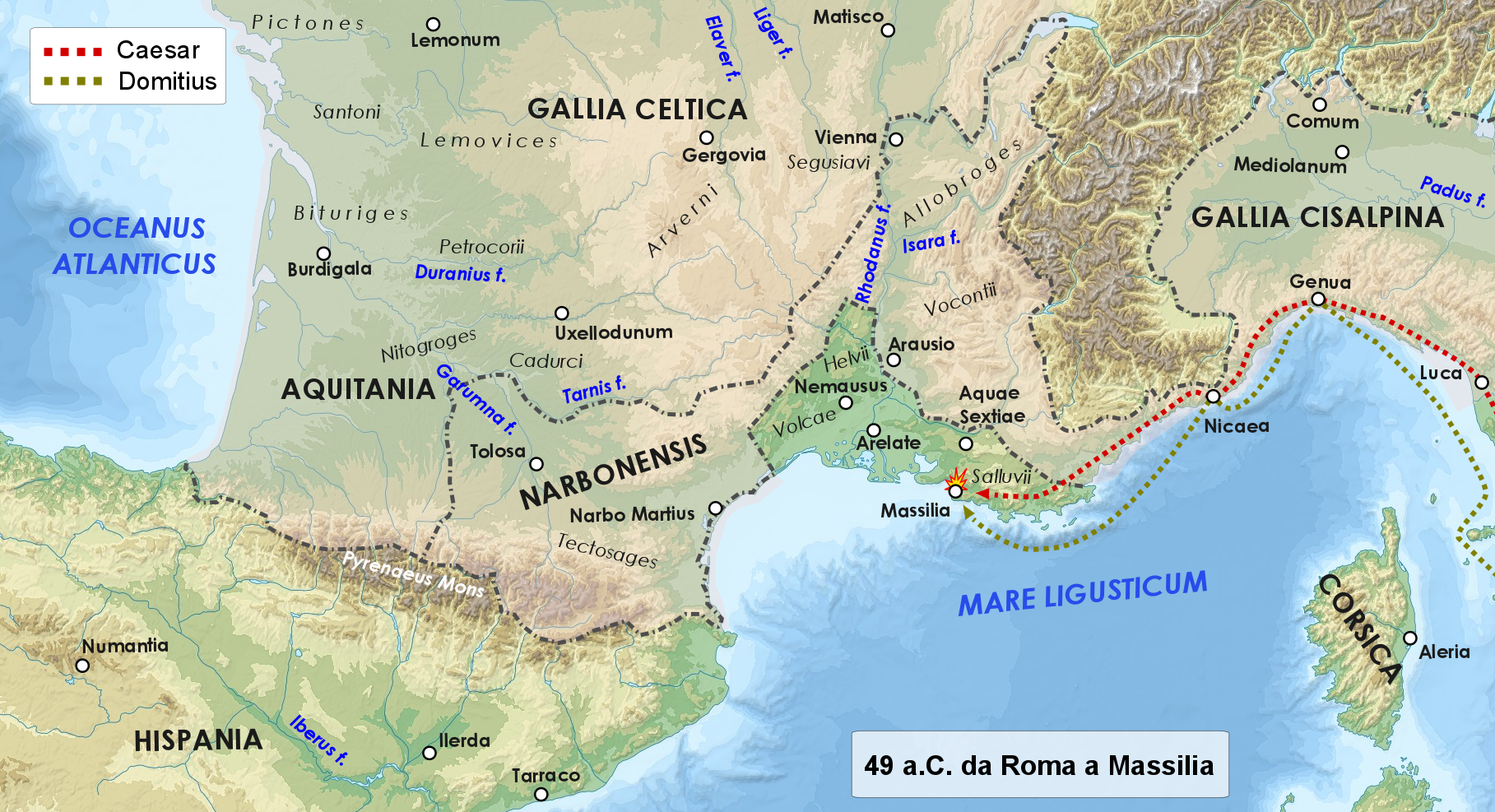
Ruta de César entre Roma y Massilia

La ciudad de Massilia  era una colonia focia fundada en 600 a. C., un punto de cultura griega que controlaba el comercio del sur de la Galia, expandió su cultura y arte y fundó numerosas colonias propias en la zona. Estaba construida sobre tres colinas y dos barrancos que llegaban abrúptamente al mar, lo que hacia que solamente se comunicase por tierra a través de un istmo, y también contaba con un excelente puerto natural. En su lado sur se ubicaban arsenales, talleres y el muelle, al este una muralla sólida y apoyada por numerosas torres defendía el punto de comunicación terrestre. Su puerta principal era el comienzo de la vía Aurelia, que la comunicaba con Hispania. Tenía notables templos y edificios públicos.
El 17 de diciembre de 50 a. C. (calendario juliano) el procónsul Julio César cruzó el río Rubicón, comenzando una guerra civil y apoderándose rápidamente de la península itálica porque Pompeyo se negó a luchar y se retiró al Epiro. Después de esto decidió marchar contra los pompeyanos de Hispania  que tenían siete legiones  en tres ejércitos independientes: tres con Lucio Afranio en Hispania Citerior, dos con Marco Petreyo a lo largo del río Anas y dos más con Marco Terencio Varrón entre el Anas y la costa atlántica. Ordenó a Cayo Fabio instalarse en la Galia Narbonense con tres legiones y a Cayo Trebonio venía con otro tanto desde Italia hacia la Galia.
César salió de Roma el 9 de marzo de 49 a. C. Viajó por la costa gala hasta llegar a Massilia unos veinte días después. Al llegar envió emisarios para formar una alianza con los masaliotas, que convocaron una asamblea para debatir la propuesta, pues la ciudad había recibido favores tanto de Pompeyo como de César, pero durante aquella discusión llegó al muelle  el pompeyano Lucio Domicio Enobarbo, quien había entrado al muelle con mercantes pagados por él mismo y tripulados por sus esclavos y campesinos arrendatarios. El pompeyano confisco los cargamentos de los mercantes, principalmente granos, amenazando con el hambre al puerto. El procónsul intentó convencer a los residentes de unirsele para enfrentar a Enobarbo, pero la polis helénica barreó las puertas y confió su defensa a Enobarbo. César no podía dejar una importante ciudad en manos enemigas a medio camino entre Italia e Hispania, así que empezó el asedio  el 4 de abril.
Durante el trayecto, César intento hacerse con el favor de los ciudadanos de la zona pero estos eran principalmente pompeyanos. Tampoco consiguió el apoyo de los galos albienses. Los masaliotas sí consiguieron esos aliados, acopiaron trigo y prepararon sus defensas, arsenales y barcos.

## Asedio

### Comienzo

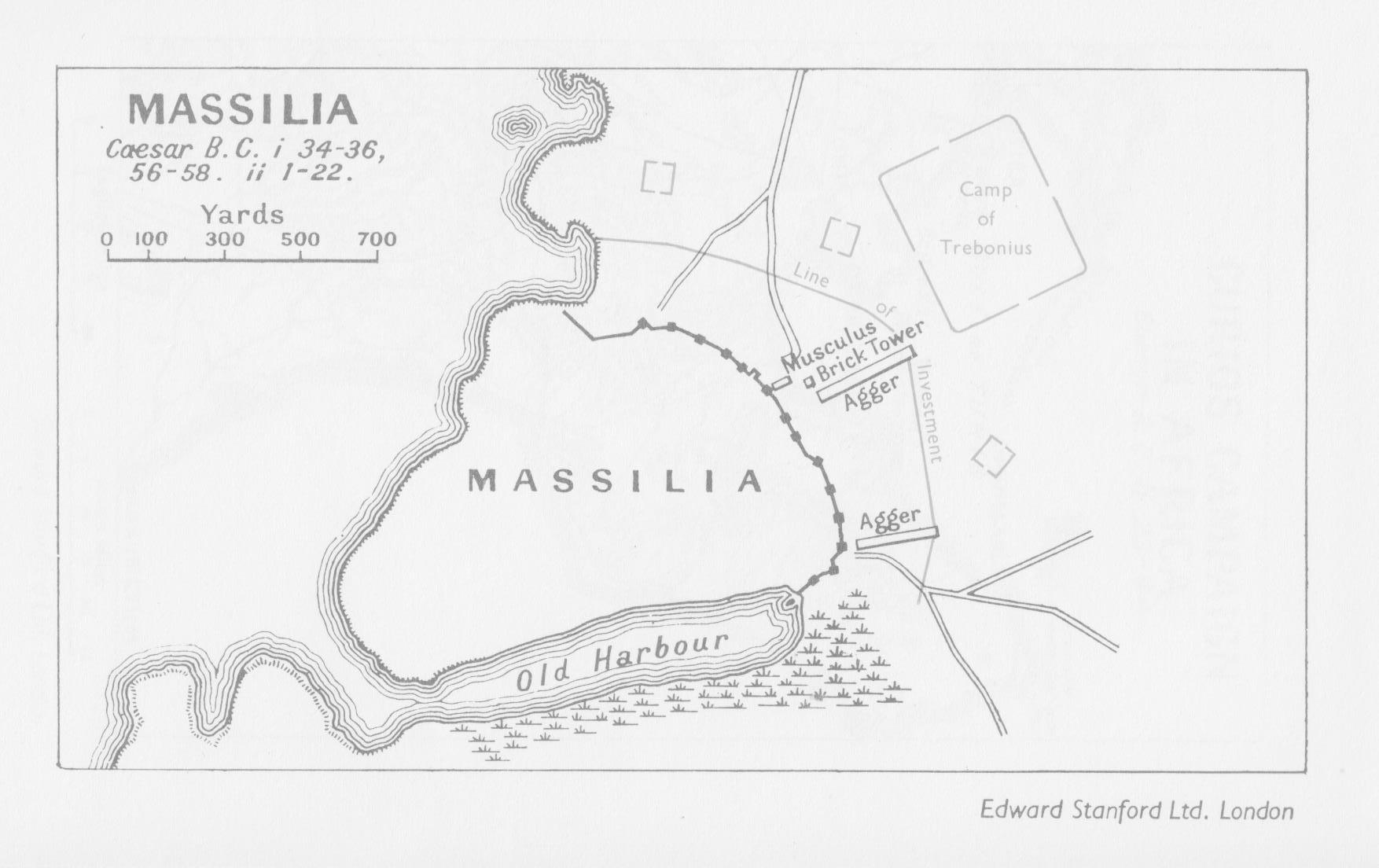
Mapa de las obras de asedio

César estableció su campamento al este de la ciudad, sobre la actual colina de Saint Charles. Tenía a los habitantes bloqueados por tierra, pero era inefectivo pues estos dominaban el mar. Para contrarrestarlo hizo construir una docena de galeras en Arelate, a orillas del Ródano, que él mismo inspeccionó desde Narbo, la capital provincial; mientras enviaba a las legiones VII, IX y XI a los pasos de los Pirineos a cargo de Fabio y ordenaba a las VI, X y XIV a unírsele. Cuando la escuadra fue acabada la puso al mando de Décimo Junio Bruto Albino. Dicha flotilla tenía dificultades para moverse con rapidez por haberse construido con madera demasiado verde. Sus tripulantes eran soldados acostumbrados en lucha terrestre. Bruto tenía experiencia en este tipo de guerra, años antes había triunfado en la batalla del Golfo de Morbihan sobre los vénetos.
Decidió iniciar obras para aproximarse a la ciudad al sur de la puerta principal, al punto de comenzar uno de los barrancos, pero lo consideró insuficiente y comenzó otro punto de ataque aún más al sur, llenando con tierra los barrancos hasta formar montículos para pasar sobre ellos. Los habitantes respondieron fabricando escorpiones en los talleres que disparaban grandes saetas, así que César mandó fabricar grandes empalizadas de gruesa madera para proteger a los trabajadores. Sus frecuentes salidas siempre fueron derrotadas, pero los trabajos de asedio fueron lentos.
El 6 de mayo César dejó de supervisar las obras y salió hacia Hispania  con una escolta de novecientos jinetes germánicos mientras dejaba el asedio en manos de Trebonio y tres legiones: la VII, la XII y la XIII.

### Combate naval de Massilia
Para bloquear correctamente el puerto, el 28 de mayo  Bruto había anclado su flotilla en la isla de Ratonneau, pero los masaliotas podían reunir una mayor fuerza naval y con una tripulación muchísimo más experimentada. Los habitantes de Massilia, por consejo de Enobarbo, armaron diecisiete buques de guerra, once de ellos cubiertos, y con un numeroso contingente de arqueros albienses a bordo. Se agregó una multitud de barcos ligeros para atemorizar a sus enemigos haciéndoles creer que su flota era aún mayor. Enobarbo salió confiado con rumbo a Rattoneau, sin preocuparse porque los hombres de Bruto eran una fuerza selecta, valiente y veterana de guerra terrestre.
Cuando ambas flotillas chocaron los pompeyanos intentaron usar sus espolones para hundir a sus adversarios, apoyándose en sus arqueros, pero los cesarianos prefirieron usar ganchos y lanzas para unir lateralmente los navíos, permitiéndose abordarlos y entablar combate cuerpo a cuerpo. A causa de la lucha se produjo un incendio que consumió a numerosos barcos.
Al final de la jornada, Enobarbo volvió a la ciudad con apenas ocho barcos; del resto, tres se habían hundido y seis estaban en poder de Bruto. El bloqueo marítimo a Massilia continuó. Esta victoria permitió continuar con el asedio de la ciudad, y en consecuencia, César continuaba con sus espaldas cubiertas mientras se desarrollaba la batalla de Ilerda. Sin embargo, Massilia recibió ayuda de los pompeyanos; Lucio Nasidio consiguió forzar el bloqueo con diecisiete barcos y entrar en el puerto.

### Combate de Tauroenta
La oportuna llegada de una flotilla al mando de Nasidio dio nuevas esperanzas a los sitiados. Nasidio había navegado desde Sicilia por la costa italiana hasta llegar a Massilia sin ser detectado. Una vez consiguió comunicarse secretamente con los gobernantes de la urbe y los convenció de volver a presentar batalla el 30 de junio.
La flota cesariana tenía dieciocho buques: doce construidos por Bruto en Arelate y seis capturados en la anterior batalla; todos reparados y equipados perfectamente para el nuevo enfrentamiento. Los masaliotas habían visto reducidas sus fuerzas a ocho navíos pero aprovecharon para construir nuevos nuevos, a los que se sumaban los diecisiete que traía Nasidio, completando treinta y cuatro en total. Se llenaron de todos los hombres aptos y arqueros que pudieron encontrar, mandando a las mujeres, ancianos y niños de la ciudad a las murallas para evitar que Trebonio se diera cuenta que estaban desguarnecidas. La nueva batalla se libró en Tauroenta, pequeña ciudad fortificada cercana a Massilia donde se reunieron pompeyanos y masaliotas.
Para ambos bandos, los navíos construidos por los masaliotas resultaron ser los mejores que tenían. La batalla empezó con el choque de buques, tratando de hundirse mutuamente con sus espolones, mientras algunos usaban ganchos para acercar los navíos oponentes y abordarlos; todo en medio de una constante lluvia de flechas desde las naves más ligeras. Fue en esos momentos que dos trirremes reconocieron al buque insignia de Bruto e intentaron hundirlo con sus espolones. El cesariano se dio cuenta, los evitó e hizo chocar entre sí en medio de la confusión, provocando que uno de ellos se hundiera y el otro quedara seriamente dañado. Al notar esto, el resto de la flota pompeyano-masaliota huyó gravemente dañada.
Con esta nueva victoria el bloqueo quedó asegurado. Volvieron a Massilia apenas siete de los diecisiete barcos que zarparon, el resto fue hundido o capturado; entre tanto, Nasidio decidió abandonar a su suerte a sus aliados y partió a Hispania con la esperanza de ser más útil allí para la causa pompeyana. La derrota significó también la fuga de Enobarbo de la ciudad  en tres naves que quedaban, aunque sólo la de Enobarbo escapó al bloqueo.

### Rendición
Los mares quedaron en manos cesarianas pero el asedio siguió. Los legionarios construyeron entre los muros y el terraplén más cercano a la puerta principal una torre de ladrillos para protegerse de las salidas de los defensores. Contaban con parapetos desde donde responder a la lluvia de proyectiles que caían de la muralla. Después construyeron una torre de asedio en el terraplén y empezaron a acercarla a la ciudad. Sin embargo, el terraplén no estaba acabado cuando los masaliotas capitularon, sabedores que de caer la urbe en un asalto sería saqueada y quemada y ellos masacrados. Las puertas se abrieron y los legionarios la ocuparon pero en la última noche de julio. Con la mayoría de los cesarianos en su campamento, los vecinos salieron secretamente e incendiaron las obras de asedio. A la mañana siguiente Trebonio hizo reconstruir las obras y cuando los defensores hicieron una salida fueron empujados adentro. En pocos días había recuperado todo el trabajo perdido y los masaliotas entendieron que debían escoger entre rendirse o morir.

## Consecuencias
El 6 de septiembre Massilia se rindió para evitar su destrucción; quince días después César regresaba victorioso de su campaña hispana. La ciudad fue desarmada y se dejó una guarnición de dos legiones. César volvió a Roma el 28 de octubre.
La ciudad quedó en manos cesarianas hasta el desembarco de Sexto Pompeyo en agosto o septiembre de 44 a. C., tras el magnicidio de César, con un gran ejército y una poderosa armada. De inmediato se hizo con el apoyo de los massaliotas, quienes recordaban los beneficios que les había dado su padre, y sentían rencor hacia César por privarlos de sus antiguos derechos, armas, flota, máquinas de asedio y tesoros como castigo. Tras su muerte pidieron a los sucesores de César la restitución de sus derechos pero les fue negado, especialmente su posición privilegiada en el comercio entre la Galia e Italia.
Confiando en la debilidad de las autoridades sucesoras de César, Sexto exigió una indemnización de cincuenta millones de dracmas y un mandato proconsular sobre los océanos. Ambas propuestas se verían frustrados por el ascenso de Augusto durante 43 a. C.

### Clásicas
- Apiano, Las guerras civiles. Libro 4.
- Apiano, Historia romana. Libro 16.
- Dion Casio. Historia romana. Libro 41.
- Julio César. La guerra civil. Libros 1 y 2.
- Lucano. Farsalia.
- Valerio Máximo. Hechos y dichos memorables. Libro IX.

### Modernas
- Amela, L. (2011). «Sobre unos bronces massaliotas y su relación con Sexto Pompeyo». Acta Numismática (41).
- Dodge, Th. A. (1900). Caesar: A History of the Art War among the Romans down to the End of Roman Empire, with a Detailed Account of Campaigns of Caius Julius Caesar (en inglés). Houghton, Mifflin & Company.
- Sheppard, S. (2009). César contra Pompeyo. Farsalia (Eloy Carbó Ros, trad.). Osprey Publishing. ISBN 9788447363797.

- Datos: Q2127400
- Multimedia: Siege of Massilia / Q2127400